# Elliot Zwangobani
Elliot Zwangobani (Canberra, 23 ottobre 1973) è un ex calciatore ed ex giocatore di calcio a 5 australiano.

## Carriera
Tra i più longevi giocatori di calcio a 5 australiani per la sua carriera in nazionale, Zwangobani ha partecipato con la Nazionale di calcio a 5 dell'Australia a ben tre edizioni della Coppa del Mondo: nel 1996 in Spagna dove la nazionale australiana è uscita al primo turno nel girone comprendente  Spagna,  Ucraina ed Egitto; nel 2000 in Guatemala con una nuova eliminazione al primo turno; e nel 2004 a Taiwan dove la nazionale australiana non ha avuto miglior fortuna facendosi eliminare di nuovo al primo turno.